# Александра Никшић
Александра Никшић (1966) је југословенска и српска новинарка и уредница. 
Од новембра 2017. године је уредница ББЦ-ја на српском. 
У новинарству је скоро 40 година, од тинејџерских почетака, преко извештавања током сукоба у бившој Југославији и другом ратом захваћених региона до оснивања нових дигиталних медија и вођења међународних медијских сервиса.

## Каријера
Током ратова и сукоба деведесетих радила је као стрингерка за амерички Тајм магазин и британски Дејли Телеграф, као водитељка на Радију Б92, а 18 година радила је као новинарка, дописница и уредница француске новинске агенције АФП. 
Извештавала је са Косова, из затвореног Вуковара, била је једна од првих новинарки која је ушла у Сребреницу након масакра.  Интервјуисала је генерала Ратка Младића непосредно пре.  Пратила је преговоре у Рамбујеу. 
Била је прва уредница и једна је од оснивачица уличних новина „ЛицеУлице”  које имају социјални карактер и који продају бескућници, особе које живе у екстремном сиромаштву или се суочавају са неким облицима физичког или менталног инвалидитета .
Била је део тима који је 2014. покренуо српско издање Вајса (VICE)  канадско-америчког дигиталног медија за младе .
Превела је десетак књига и стрипова за Самиздат Б92, Клио, Књига комерц и друге издаваче. 
Годинама је преводила америчку анимирану серију Саут Парк у време када се она емитовала у Србији. 
Живи са енглеским булдогом Баџом и мачкама Старбак и Бумер. 